# جام ملت‌های خلیج ۲۰۱۴
جام خلیج فارس ۲۰۱۴ (به عربی: كأس الخليج فارس ۲۲) بیست و دومین دروهٔ فوتبال جام ملت‌های خلیج است، مهمانی این دوره را شهر ریاض، عربستان سعودی بر عهده دارد که از ۱۳ نوامبر ۲۰۱۴م، شروع شد. در ابتدا بصره مهمانی این دور از رقابت‌ها را بر گرده داشت ولی پس از تصمیم رئیسان فدراسیون فوتبال خلیج فارس، مهمانی این دور از رقابت‌ها از بصره به دلیل آماده نبودن عراق برای مهمانی و مشکلات امنیتی به ریاض منتقل شد.